# بلو بال (پنسیلوانیا)
بلو بال (به انگلیسی: Blue Ball) یک منطقهٔ مسکونی در ایالات متحده آمریکا است که در شهرستان لنکستر، پنسیلوانیا واقع شده‌است. بلو بال ۱٬۰۳۱ نفر جمعیت دارد.